# Lukas Sulzbacher
Lukas Sulzbacher (* 6. April 2000) ist ein österreichischer Fußballspieler.

## Karriere

### Verein
Sulzbacher begann seine Karriere beim SV Königstetten. Zur Saison 2007/08 wechselte er in die Jugend des SK Rapid Wien, bei dem er ab der Saison 2014/15 auch in der Akademie spielte. Im August 2018 debütierte er gegen die SKN St. Pölten Juniors für die Amateure von Rapid in der Regionalliga. In der Saison 2018/19 kam er insgesamt zu 19 Einsätzen in der dritthöchsten Spielklasse. In der Saison 2019/20 absolvierte er bis zum Saisonabbruch 17 Spiele in der Regionalliga und erzielte dabei ein Tor. Mit Rapid II stieg er zu Saisonende in die 2. Liga auf.
Im September 2020 stand er gegen den FC Admira Wacker Mödling erstmals im Kader der Bundesligamannschaft. Kurz darauf debütierte er schließlich auch in der zweithöchsten Spielklasse, als er am ersten Spieltag der Saison 2020/21 gegen den FC Liefering in der Startelf stand. Sein Debüt für die Profis von Rapid folgte im Dezember 2020 in der UEFA Europa League gegen den FC Arsenal. Im Mai 2021 spielte er erstmals in der Bundesliga. Bei den Rapid-Profis konnte er sich aber nie durchsetzen, in zwei Spielzeiten kam er nur in sechs Pflichtspielen zum Zug. Für die zweite Mannschaft absolvierte er in zwei Zweitligasaisonen 45 Spiele.
Im Juli 2022 wechselte Sulzbacher innerhalb der Bundesliga zur WSG Tirol.

### Nationalmannschaft
Sulzbacher spielte im Mai 2015 erstmals für eine österreichische Jugendnationalauswahl. Von August 2016 bis März 2017 kam er zu neun Einsätzen für die U-17-Auswahl. Für die U-18-Mannschaft spielte er zwischen September 2017 und April 2018 sechs Mal. Ebenfalls zu sechs Einsätzen kam er zwischen August und Oktober 2018 im U-19-Team.
Im März 2019 kam er gegen Norwegen erstmals für die U-20-Auswahl zum Einsatz. Im März 2021 gab er gegen Saudi-Arabien sein Debüt für die U-21-Auswahl.